# Санкт-Петербурзька тема
Санкт-Петербу́рзька те́ма — тема в шаховій композиції кооперативного жанру. Суть теми — чорні тематичні фігури жертвуються, йдучи під удар одного і того ж білого пішака, який стоїть на сьомій горизонталі, причому білий пішак після взяття чорної фігури перетворюється у фігуру цього ж типу, яку забрав і ця перетворена біла фігура оголошує мат з поля, з якого пішла жертовна чорна фігура. 

## Історія
Ідею запропонував і сформулював шаховий композитор з Санкт-Петербургу Валерій Барсуков (21.05.1939).
В рішенні задачі чорна фігура іде з певного поля на поле перетворення білого пішака, при цьому віддає себе в жертву білому пішаку, який стоїть на сьомій горизонталі. Після взяття жертовної чорної фігури білий пішак перетворюється на фігуру цього типу, яку забрав. На наступному ході перетворена біла фігура іде на поле, з якого прийшла чорна жертовна фігура і оголошує мат чорному королю.
Ідея дістала назву — санкт-Петербурзька тема.
|   | a | b | c | d | e | f | g | h |   |
| 8 | h8 чорний ферзь · c7 білий пішак · h7 білий слон · b6 білий кінь · f6 чорний слон · c5 чорний пішак · d4 чорний король · e3 чорний кінь · g3 білий король | h8 чорний ферзь · c7 білий пішак · h7 білий слон · b6 білий кінь · f6 чорний слон · c5 чорний пішак · d4 чорний король · e3 чорний кінь · g3 білий король | h8 чорний ферзь · c7 білий пішак · h7 білий слон · b6 білий кінь · f6 чорний слон · c5 чорний пішак · d4 чорний король · e3 чорний кінь · g3 білий король | h8 чорний ферзь · c7 білий пішак · h7 білий слон · b6 білий кінь · f6 чорний слон · c5 чорний пішак · d4 чорний король · e3 чорний кінь · g3 білий король | h8 чорний ферзь · c7 білий пішак · h7 білий слон · b6 білий кінь · f6 чорний слон · c5 чорний пішак · d4 чорний король · e3 чорний кінь · g3 білий король | h8 чорний ферзь · c7 білий пішак · h7 білий слон · b6 білий кінь · f6 чорний слон · c5 чорний пішак · d4 чорний король · e3 чорний кінь · g3 білий король | h8 чорний ферзь · c7 білий пішак · h7 білий слон · b6 білий кінь · f6 чорний слон · c5 чорний пішак · d4 чорний король · e3 чорний кінь · g3 білий король | h8 чорний ферзь · c7 білий пішак · h7 білий слон · b6 білий кінь · f6 чорний слон · c5 чорний пішак · d4 чорний король · e3 чорний кінь · g3 білий король | 8 |
| 7 | h8 чорний ферзь · c7 білий пішак · h7 білий слон · b6 білий кінь · f6 чорний слон · c5 чорний пішак · d4 чорний король · e3 чорний кінь · g3 білий король | h8 чорний ферзь · c7 білий пішак · h7 білий слон · b6 білий кінь · f6 чорний слон · c5 чорний пішак · d4 чорний король · e3 чорний кінь · g3 білий король | h8 чорний ферзь · c7 білий пішак · h7 білий слон · b6 білий кінь · f6 чорний слон · c5 чорний пішак · d4 чорний король · e3 чорний кінь · g3 білий король | h8 чорний ферзь · c7 білий пішак · h7 білий слон · b6 білий кінь · f6 чорний слон · c5 чорний пішак · d4 чорний король · e3 чорний кінь · g3 білий король | h8 чорний ферзь · c7 білий пішак · h7 білий слон · b6 білий кінь · f6 чорний слон · c5 чорний пішак · d4 чорний король · e3 чорний кінь · g3 білий король | h8 чорний ферзь · c7 білий пішак · h7 білий слон · b6 білий кінь · f6 чорний слон · c5 чорний пішак · d4 чорний король · e3 чорний кінь · g3 білий король | h8 чорний ферзь · c7 білий пішак · h7 білий слон · b6 білий кінь · f6 чорний слон · c5 чорний пішак · d4 чорний король · e3 чорний кінь · g3 білий король | h8 чорний ферзь · c7 білий пішак · h7 білий слон · b6 білий кінь · f6 чорний слон · c5 чорний пішак · d4 чорний король · e3 чорний кінь · g3 білий король | 7 |
| 6 | h8 чорний ферзь · c7 білий пішак · h7 білий слон · b6 білий кінь · f6 чорний слон · c5 чорний пішак · d4 чорний король · e3 чорний кінь · g3 білий король | h8 чорний ферзь · c7 білий пішак · h7 білий слон · b6 білий кінь · f6 чорний слон · c5 чорний пішак · d4 чорний король · e3 чорний кінь · g3 білий король | h8 чорний ферзь · c7 білий пішак · h7 білий слон · b6 білий кінь · f6 чорний слон · c5 чорний пішак · d4 чорний король · e3 чорний кінь · g3 білий король | h8 чорний ферзь · c7 білий пішак · h7 білий слон · b6 білий кінь · f6 чорний слон · c5 чорний пішак · d4 чорний король · e3 чорний кінь · g3 білий король | h8 чорний ферзь · c7 білий пішак · h7 білий слон · b6 білий кінь · f6 чорний слон · c5 чорний пішак · d4 чорний король · e3 чорний кінь · g3 білий король | h8 чорний ферзь · c7 білий пішак · h7 білий слон · b6 білий кінь · f6 чорний слон · c5 чорний пішак · d4 чорний король · e3 чорний кінь · g3 білий король | h8 чорний ферзь · c7 білий пішак · h7 білий слон · b6 білий кінь · f6 чорний слон · c5 чорний пішак · d4 чорний король · e3 чорний кінь · g3 білий король | h8 чорний ферзь · c7 білий пішак · h7 білий слон · b6 білий кінь · f6 чорний слон · c5 чорний пішак · d4 чорний король · e3 чорний кінь · g3 білий король | 6 |
| 5 | h8 чорний ферзь · c7 білий пішак · h7 білий слон · b6 білий кінь · f6 чорний слон · c5 чорний пішак · d4 чорний король · e3 чорний кінь · g3 білий король | h8 чорний ферзь · c7 білий пішак · h7 білий слон · b6 білий кінь · f6 чорний слон · c5 чорний пішак · d4 чорний король · e3 чорний кінь · g3 білий король | h8 чорний ферзь · c7 білий пішак · h7 білий слон · b6 білий кінь · f6 чорний слон · c5 чорний пішак · d4 чорний король · e3 чорний кінь · g3 білий король | h8 чорний ферзь · c7 білий пішак · h7 білий слон · b6 білий кінь · f6 чорний слон · c5 чорний пішак · d4 чорний король · e3 чорний кінь · g3 білий король | h8 чорний ферзь · c7 білий пішак · h7 білий слон · b6 білий кінь · f6 чорний слон · c5 чорний пішак · d4 чорний король · e3 чорний кінь · g3 білий король | h8 чорний ферзь · c7 білий пішак · h7 білий слон · b6 білий кінь · f6 чорний слон · c5 чорний пішак · d4 чорний король · e3 чорний кінь · g3 білий король | h8 чорний ферзь · c7 білий пішак · h7 білий слон · b6 білий кінь · f6 чорний слон · c5 чорний пішак · d4 чорний король · e3 чорний кінь · g3 білий король | h8 чорний ферзь · c7 білий пішак · h7 білий слон · b6 білий кінь · f6 чорний слон · c5 чорний пішак · d4 чорний король · e3 чорний кінь · g3 білий король | 5 |
| 4 | h8 чорний ферзь · c7 білий пішак · h7 білий слон · b6 білий кінь · f6 чорний слон · c5 чорний пішак · d4 чорний король · e3 чорний кінь · g3 білий король | h8 чорний ферзь · c7 білий пішак · h7 білий слон · b6 білий кінь · f6 чорний слон · c5 чорний пішак · d4 чорний король · e3 чорний кінь · g3 білий король | h8 чорний ферзь · c7 білий пішак · h7 білий слон · b6 білий кінь · f6 чорний слон · c5 чорний пішак · d4 чорний король · e3 чорний кінь · g3 білий король | h8 чорний ферзь · c7 білий пішак · h7 білий слон · b6 білий кінь · f6 чорний слон · c5 чорний пішак · d4 чорний король · e3 чорний кінь · g3 білий король | h8 чорний ферзь · c7 білий пішак · h7 білий слон · b6 білий кінь · f6 чорний слон · c5 чорний пішак · d4 чорний король · e3 чорний кінь · g3 білий король | h8 чорний ферзь · c7 білий пішак · h7 білий слон · b6 білий кінь · f6 чорний слон · c5 чорний пішак · d4 чорний король · e3 чорний кінь · g3 білий король | h8 чорний ферзь · c7 білий пішак · h7 білий слон · b6 білий кінь · f6 чорний слон · c5 чорний пішак · d4 чорний король · e3 чорний кінь · g3 білий король | h8 чорний ферзь · c7 білий пішак · h7 білий слон · b6 білий кінь · f6 чорний слон · c5 чорний пішак · d4 чорний король · e3 чорний кінь · g3 білий король | 4 |
| 3 | h8 чорний ферзь · c7 білий пішак · h7 білий слон · b6 білий кінь · f6 чорний слон · c5 чорний пішак · d4 чорний король · e3 чорний кінь · g3 білий король | h8 чорний ферзь · c7 білий пішак · h7 білий слон · b6 білий кінь · f6 чорний слон · c5 чорний пішак · d4 чорний король · e3 чорний кінь · g3 білий король | h8 чорний ферзь · c7 білий пішак · h7 білий слон · b6 білий кінь · f6 чорний слон · c5 чорний пішак · d4 чорний король · e3 чорний кінь · g3 білий король | h8 чорний ферзь · c7 білий пішак · h7 білий слон · b6 білий кінь · f6 чорний слон · c5 чорний пішак · d4 чорний король · e3 чорний кінь · g3 білий король | h8 чорний ферзь · c7 білий пішак · h7 білий слон · b6 білий кінь · f6 чорний слон · c5 чорний пішак · d4 чорний король · e3 чорний кінь · g3 білий король | h8 чорний ферзь · c7 білий пішак · h7 білий слон · b6 білий кінь · f6 чорний слон · c5 чорний пішак · d4 чорний король · e3 чорний кінь · g3 білий король | h8 чорний ферзь · c7 білий пішак · h7 білий слон · b6 білий кінь · f6 чорний слон · c5 чорний пішак · d4 чорний король · e3 чорний кінь · g3 білий король | h8 чорний ферзь · c7 білий пішак · h7 білий слон · b6 білий кінь · f6 чорний слон · c5 чорний пішак · d4 чорний король · e3 чорний кінь · g3 білий король | 3 |
| 2 | h8 чорний ферзь · c7 білий пішак · h7 білий слон · b6 білий кінь · f6 чорний слон · c5 чорний пішак · d4 чорний король · e3 чорний кінь · g3 білий король | h8 чорний ферзь · c7 білий пішак · h7 білий слон · b6 білий кінь · f6 чорний слон · c5 чорний пішак · d4 чорний король · e3 чорний кінь · g3 білий король | h8 чорний ферзь · c7 білий пішак · h7 білий слон · b6 білий кінь · f6 чорний слон · c5 чорний пішак · d4 чорний король · e3 чорний кінь · g3 білий король | h8 чорний ферзь · c7 білий пішак · h7 білий слон · b6 білий кінь · f6 чорний слон · c5 чорний пішак · d4 чорний король · e3 чорний кінь · g3 білий король | h8 чорний ферзь · c7 білий пішак · h7 білий слон · b6 білий кінь · f6 чорний слон · c5 чорний пішак · d4 чорний король · e3 чорний кінь · g3 білий король | h8 чорний ферзь · c7 білий пішак · h7 білий слон · b6 білий кінь · f6 чорний слон · c5 чорний пішак · d4 чорний король · e3 чорний кінь · g3 білий король | h8 чорний ферзь · c7 білий пішак · h7 білий слон · b6 білий кінь · f6 чорний слон · c5 чорний пішак · d4 чорний король · e3 чорний кінь · g3 білий король | h8 чорний ферзь · c7 білий пішак · h7 білий слон · b6 білий кінь · f6 чорний слон · c5 чорний пішак · d4 чорний король · e3 чорний кінь · g3 білий король | 2 |
| 1 | h8 чорний ферзь · c7 білий пішак · h7 білий слон · b6 білий кінь · f6 чорний слон · c5 чорний пішак · d4 чорний король · e3 чорний кінь · g3 білий король | h8 чорний ферзь · c7 білий пішак · h7 білий слон · b6 білий кінь · f6 чорний слон · c5 чорний пішак · d4 чорний король · e3 чорний кінь · g3 білий король | h8 чорний ферзь · c7 білий пішак · h7 білий слон · b6 білий кінь · f6 чорний слон · c5 чорний пішак · d4 чорний король · e3 чорний кінь · g3 білий король | h8 чорний ферзь · c7 білий пішак · h7 білий слон · b6 білий кінь · f6 чорний слон · c5 чорний пішак · d4 чорний король · e3 чорний кінь · g3 білий король | h8 чорний ферзь · c7 білий пішак · h7 білий слон · b6 білий кінь · f6 чорний слон · c5 чорний пішак · d4 чорний король · e3 чорний кінь · g3 білий король | h8 чорний ферзь · c7 білий пішак · h7 білий слон · b6 білий кінь · f6 чорний слон · c5 чорний пішак · d4 чорний король · e3 чорний кінь · g3 білий король | h8 чорний ферзь · c7 білий пішак · h7 білий слон · b6 білий кінь · f6 чорний слон · c5 чорний пішак · d4 чорний король · e3 чорний кінь · g3 білий король | h8 чорний ферзь · c7 білий пішак · h7 білий слон · b6 білий кінь · f6 чорний слон · c5 чорний пішак · d4 чорний король · e3 чорний кінь · g3 білий король | 1 |
|   | a | b | c | d | e | f | g | h |   |

FEN: 7q/2P4B/1N3b2/2p5/3k4/4n1K1/8/8
2 Sol

I  1. Qb8 cbQ 2. Bh8 Q:h8#
II 1. Bd8  cdB 2. Qf6 B:f6#